# Theodoor Nouwens
Theodoor Nouwens (Mechelen, 17 februari 1908 - ?, 21 december 1974) was een Belgisch voetballer die speelde als verdediger. Hij voetbalde in Eerste klasse bij Racing Mechelen en speelde 23 interlands met het Belgisch voetbalelftal.

## Loopbaan
Nouwens sloot zich in 1921 op 13-jarige leeftijd aan bij Racing Mechelen. Groot en sterk voor zijn ouderdom trok hij reeds snel de aandacht van de "scholierenvormers", door het gemak waarmee hij zijn beide voeten wist te gebruiken, zijn traptechniek, zijn trapkracht en zijn lenigheid. Hij debuteerde in 1923 op 15-jarige leeftijd als verdediger in het eerste elftal van de ploeg die op dat moment actief was in Eerste klasse. Nouwens verwierf op 16-jarige leeftijd een basisplaats in de ploeg maar op het einde van het seizoen degradeerde Mechelen naar Tweede klasse. Het seizoen daarop hernam Racing Mechelen terug haar plaats in de hoogste afdeling. Met de ploeg werd hij in 1929 en 1930 derde in de eindrangschikking. In 1937 degradeerde de ploeg definitief naar Tweede klasse. Nouwens bleef er nog spelen tot in 1942 toen hij een punt zette achter zijn spelersloopbaan. In totaal speelde hij 287 wedstrijden in Eerste klasse en scoorde daarbij 34 doelpunten.
Samen met ploegmaat Jan Diddens werd Nouwens regelmatig geselecteerd voor het Belgisch voetbalelftal. Tussen 1928 en 1933, de periode dat Racing Mechelen in de top van de Belgische competitie speelde, voetbalde Nouwens 23 wedstrijden met de nationale ploeg maar hij kon geen doelpunten scoren. Nouwens nam deel aan het Wereldkampioenschap voetbal 1930 in Uruguay waar hij twee wedstrijden speelde.